# Жигер (Жанібецький район)
Жиге́р (каз. Жігер) — село у складі Жанібецького району Західноказахстанської області Казахстану. Входить до складу Тауського сільського округу.
До 2007 року село називалось Більшовик.
Населення — 18 осіб (2021; 65 у 2009, 146 у 1999, 241 у 1989).